# Prawa człowieka w Chińskiej Republice Ludowej
Prawa człowieka w Chińskiej Republice Ludowej są nagminnie łamane w opinii większości rządów krajów zachodnich i organizacji pozarządowych. Nie zgadza się z tym rząd chiński, który twierdzi, że prawa człowieka w Chinach nie są łamane.

## Wymiar sprawiedliwości
Wymiar sprawiedliwości w dużym stopniu ulega wpływom politycznym. Sądy, prokuratura i policja kontrolowane są przez Komunistyczną Partię Chin. Sędziowie są mianowani przez państwo, sądownictwo jako całość nie ma własnego budżetu, co doprowadziło do korupcji i nadużyć władzy administracyjnej. Chiński wymiar sprawiedliwości nie zna zasady domniemania niewinności ani niezawisłości sędziowskiej, co prowadzi do wydawania wyroków motywowanych politycznie. Proces sądowy w Chinach nie jest rzetelny, nagminnie stosowane są w nim tortury jako środek dowodowy. Przepisy prawa karnego są niejasne, dopuszczają stosowanie analogii i nie zawierają dostatecznych gwarancji procesowych ani norm chroniących prawa człowieka. Więźniowie polityczni są traktowani gorzej od kryminalnych.
Władze często stosują administracyjne formy zatrzymań, pozwalające na przetrzymywanie więźniów bez procesu sądowego nawet do czterech lat. W tajnych centrach przetrzymywania na obrzeżach Pekinu więzione są osoby, które przybyły do stolicy, by domagać się od władz centralnych interwencji w lokalnych problemach. Komitet Przeciwdziałania Torturom ONZ wezwał Chiny do natychmiastowego zaprzestania stosowania wszelkich form administracyjnego więzienia ludzi.
W chińskich więzieniach, laogai i aresztach administracyjnych nagminnie i za przyzwoleniem władz stosowane są tortury i inne formy nieludzkiego i poniżającego traktowania, zarówno w celu wymuszenia zeznań, jak i po skazaniu. W chińskich obozach laogai więźniowie zmuszani są do pracy niewolniczej.

## Kara śmierci
Chiny są światowym liderem w zakresie stosowania kary śmierci. Od 2009 roku Chiny nie podają do wiadomości publicznej informacji o wykonywanych na terenie państwa wyrokach śmierci – dane te są traktowane jako tajemnica państwowa. Według raportów liczba egzekucji w Chinach regularnie spada. Według Amnesty International w latach 2014–2018 dokonano co najmniej 931 egzekucji (podczas gdy rząd chiński umieścił w państwowej bazie danych 85 egzekucji).

## Wolność słowa
Chociaż konstytucja gwarantuje wolność wypowiedzi, rząd chiński regularnie przeprowadza aresztowania tych, którzy są krytyczni wobec niego. Większość z największych mediów jest prowadzona bezpośrednio przez rząd, reszta jest ściśle kontrolowana. Chińskie prawo zabrania popierania dążenia do niepodległości i samostanowienia terytoriów pod jurysdykcją Pekinu, jak również kontestacji monopolu KPCh w rządzeniu państwem. Dlatego odniesienia do niektórych kontrowersyjnych wydarzeń (takich jak Protesty na placu Tian’anmen w 1989) i ruchów religijnych w Internecie oraz w wielu publikacjach są blokowane.
Właściciele zagranicznych wyszukiwarek internetowych, w tym Microsoft Bing!, Yahoo!, Google Search China są krytykowani za pomoc w tych praktykach, w tym za wprowadzenie i przestrzeganie zakazu wyszukiwania słów takich jak „demokracja”. Na szczególną krytykę zasłużył Yahoo! za brak ochrony prywatności i udostępnianie danych swoich klientów chińskim władzom był krytykowany przez Human Rights Watch i organizację Reporterzy bez Granic, którzy zarzucali mu też występowanie w roli cenzora.
Chińska dziennikarka He Qinglian opisała stosowanie przez rząd cenzury dokumentów w Internecie i innych mediach w Chinach.

### Regulacje z czerwca 2017 roku
22 czerwca 2017 roku chiński regulator mediów SAPPRFT zakazał udostępniania telewizji na żywo w sieci, argumentując to konieczną walki z obecną mową nienawiści w streamingowanych przez użytkowników przekazach. Zakaz ten obejmuje głównie trzy największe chińskie portale społecznościowe: Weibo, iFeng oraz AcFun.
30 czerwca 2017 roku Chińskie Stowarzyszenie Usług Netcastingowych (CNSA) opublikowała zestaw wytycznych, które dotyczą treści audiowizualnych w internecie. Regulacje odnoszą się do internetowych filmów, seriali, produkcji dokumentalnych oraz krótkich nagrań. CNSA zapowiedziało, że materiały wideo „muszą dopasować się do aktualnych kierunków polityki i zmierzać do propagowania chińskich wartości”. Treści nie spełniające wytycznych mają być usuwane. Do niewłaściwych materiałów zalicza się produkcje, które mogą zaszkodzić wizerunkowi kraju, pokazujące luksusowy styl życia czy też materiały poruszające tematykę homoseksualną. Regulacje mają także pomóc w walce z plagiatem internetowym. 
Chiński regulator mediów SAPPRFT stworzył skalę pozwalającym ocenić strony internetowe w skali od 0 do 100 punktów. Te, które uzyskują wynik niższy od 60 podlegają nadzorowi. 45 punktów można uzyskać za zamieszczanie treści promujących socjalizm, 15 punktów za promowanie dobrych jakościowo tekstów, 10 za walkę z plagiatem. Teksty, które mogą wywrzeć wpływ na społeczeństwo i kulturę mogą otrzymać dodatkowe 30 punktów.
W czerwcu 2017 roku rząd chiński zdecydował się także na inne przepisy ograniczające wolność słowa w internecie. Nowe regulacje nakazują przechowywanie danych dotyczących krajowego bezpieczeństwa na chińskich serwerach, ograniczają pobieranie dużych transferów danych (od czerwca 2017 wymagana jest zgoda władz na pobranie dużych transferów danych) oraz zamknięto 60 kont społecznościowych należących do plotkarskich portali.

## Wolność wyznania
W czasie rewolucji kulturalnej (1966–1976) wyznawcy wszystkich religii byli prześladowani przez komunistów, wiele budowli sakralnych zostało splądrowanych i zniszczonych. Od tego czasu nie zostały podjęte starania w celu naprawy, odbudowy i ochrony historycznego i kulturowego znaczenia miejsc kultu religijnego.
Konstytucja z 1982 r. formalnie gwarantuje obywatelom prawo do wiary w dowolną religię, jednak wolność ta różni się od ogólnego pojęcia „wolności religii”, uznanego na Zachodzie, i podlega ograniczeniom.
W Światowym Indeksie Prześladowań stworzonym przez organizację Open Doors (zajmującej się prześladowaniami chrześcijan) Chiny zajmują aktualnie 17. miejsce.

### Falun Gong
25 kwietnia 1999 r. przed wejściem do Zhongnanhai manifestowało 10 tys. zwolenników związku religijnego Falun Gong, co Jiang Zemin potraktował jako pretekst do jej delegalizacji. W 1999 roku rząd zakazał działalności Falun Gong oraz wszystkich heretyckich religii i zaczął prześladowanie członków popularnego w kraju nowego ruchu religijnego. Protesty w Pekinie były częste w pierwszych latach po edykcie z 1999 roku, choć zostały one w dużej mierze zduszone.
Dziennikarz Ian Denis Johnson, laureat nagrody Pulitzera, twierdzi, iż rząd zmobilizował każdy aspekt życia społecznego, w tym aparaturę mediów, policji, wojska, systemu edukacji, rodziny i pracy do działania przeciwko Falun Gong. Stworzono nowy, pozakonstytucyjny organ, „Biuro 6-10”, który zajmuje się, jak to ujął magazyn Forbes, nadzorowaniem kampanii terroru. Kampanii towarzyszyła ostra propaganda za pośrednictwem telewizji, prasy, radia i Internetu. Organizacja Human Rights Watch zauważyła, że rodziny i zakłady pracy zostały wezwane do współpracy z rządem, a praktykujący byli zmuszani siłą do wyparcia się swoich przekonań. Amnesty International zawiadamiała o stosowaniu tortur, nielegalnego pozbawienia wolności, w tym pracy przymusowej, znęcaniu się psychicznym nad ludźmi.
W marcu 2006, Falun Gong i Epoch Times stwierdziły, że chiński rząd i jego instytucje, w tym Chińska Armia Ludowo-Wyzwoleńcza, prowadziły powszechne i systematyczne pozyskiwania narządów od żywych praktykujących. W lipcu 2006 roku David Matas i David Kilgour opublikowali raport, w którym stwierdzili że wielu praktykujących Falun Gong było ofiarami systematycznego pozyskiwania narządów, zarówno po wykonaniu wyroku śmierci, jak i jeszcze za życia. Wiarygodność tych doniesień była jednak wielokrotnie podawana w wątpliwość, a chiński dysydent Harry Wu uznał całą opowieść o pobieraniu organów za zmyśloną.

## Wolności polityczne

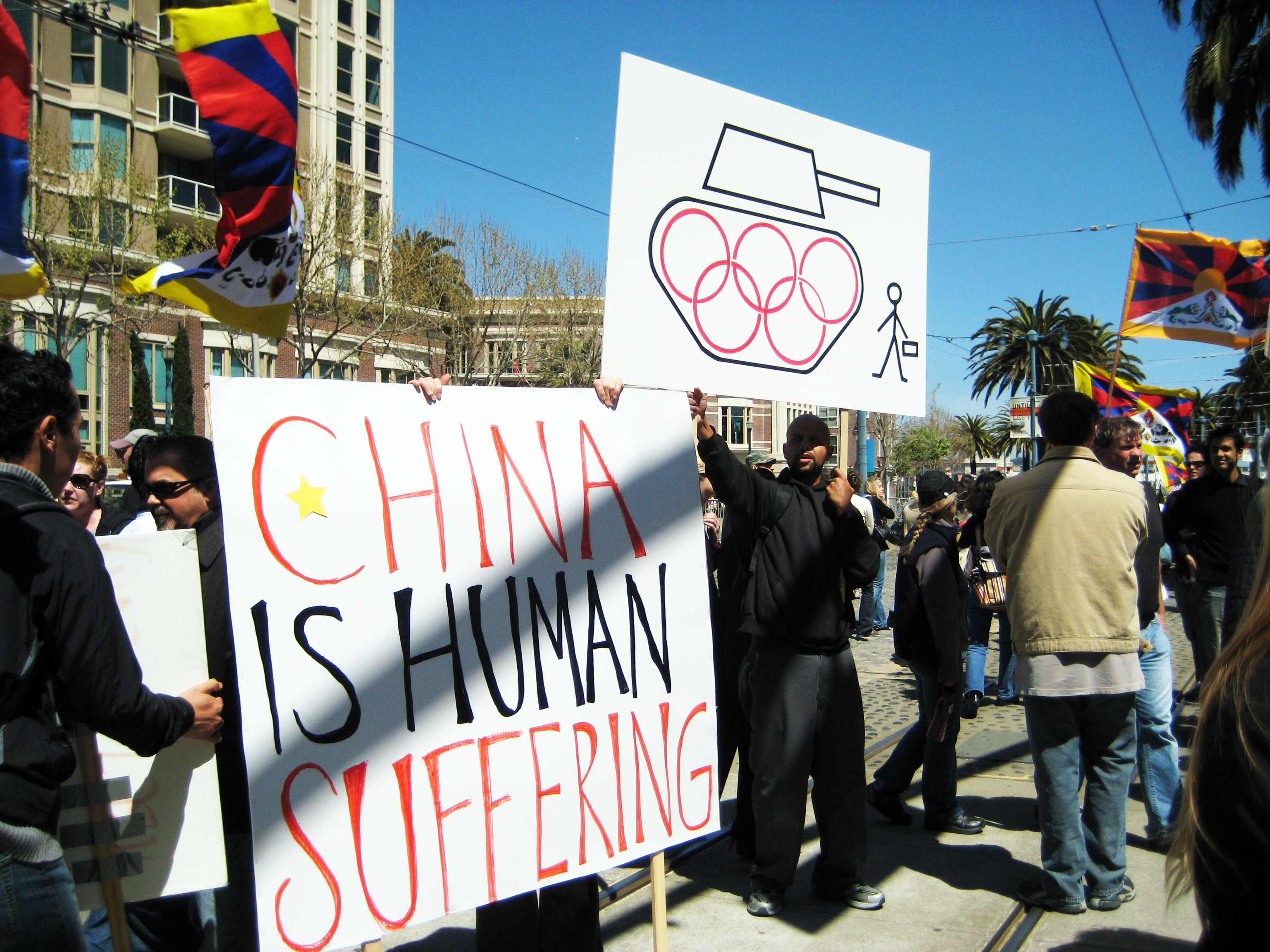
Demonstracja obrońców praw człowieka w San Francisco, 2008, przed Letnimi Igrzyskami Olimpijskimi w Pekinie

ChRL jest znane z braku tolerancji wobec jakiegokolwiek sprzeciwu wobec rządu. Grupy dysydentów są rutynowo aresztowane i więzione, często przez długi okres i bez procesu. Przypadki tortur i pracy przymusowej są szeroko komentowane. Wolność zgromadzania się i stowarzyszania się jest niezwykle ograniczona.

## Dyskryminacja mniejszości etnicznych
Istnieje 55 uznanych mniejszości etnicznych w Chinach. Artykuł 4 Konstytucji chińskiej stanowi, iż wszystkie narodowości w Chińskiej Republice Ludowej, są równe, zaś rząd twierdzi, że dołożył wszelkich starań w celu poprawy kształcenia i zwiększenie etnicznych reprezentacji w samorządzie.
Tymczasem na porządku dziennym jest rasizm i gorsze traktowanie ludzi należących do mniejszości etnicznych. Zwłaszcza wobec mniejszości ujgurskiej i tybetańskiej wprowadzane są silne środki kontroli, arbitralne aresztowania, restrykcyjnie jest też przestrzegana polityka jednego dziecka, doprowadzana do skrajności w postaci przymusowych aborcji, zabijania noworodków i przymusowego sterylizowania kobiet należących do mniejszości. Według wielu obserwatorów międzynarodowych, celem władz chińskich jest ludobójstwo kulturowe i ekspresowa sinizacja wszystkich mniejszości w celu wyeliminowania jakichkolwiek tendencji separatystycznych.

## System społeczny
Komunistyczna Partia Chin doszła do władzy w roku 1949 i wprowadziła gospodarkę nakazowo-rozdzielczą. Dziesiątki milionów mieszkańców wsi, którzy przenieśli się do miast, byli traktowani jako obywatele drugiej kategorii przez innych mieszkańców. Chłopi wyrażają niezadowolenie w wyniku zajmowania ich terenów przez bogate mieszczaństwo. System dyskryminacji, takich jak system hukou (rejestracji gospodarstw domowych pomiędzy obszarami wiejskimi i miejskimi), może być opisany jako system apartheidu. W latach 2003–2004 średni rolnik musiał zapłacić trzy razy więcej podatków niż przeciętny mieszkaniec miast, chociaż jego dochód wynosił tylko jedną szóstą zarobków tamtego. Ponadto wiele organizacji pozarządowych, zachodnich badaczy i instytucji rządowych uważa, iż polityka jednego dziecka w Chinach jest wdrażana przy wielu pogwałceniach praw człowieka, prowadząc m.in. do dzieciobójstwa dziewczynek.

## Hongkong
1 lipca 1997 roku Hongkong powrócił do Chin. Tego samego dnia do byłej brytyjskiej kolonii wkroczyli żołnierze Armii Ludowo-Wyzwoleńczej. Na mocy doktryny „Jeden kraj, dwa systemy”, Hongkong zachował swoją niezależność gospodarczą i polityczną. Co roku 1 lipca w Hongkongu odbywają się manifestacje skierowane przeciwko polityce Chińskiej Republiki Ludowej, które co roku gromadzą do pół miliona ludzi. We wrześniu 2014 roku odbyły się demonstracje po ogłoszeniu niedemokratycznych wyborów, poprzez wyłonienie kandydatów wybranych przez komitet nominacyjny podlegający rządowi Chińskiej Republiki Ludowej, tzw. rewolucja parasolek. Protesty trwały 79 dni i nie przyniosły oczekiwanego rezultatu. Kolejna fala protestów wybuchła w 2019 r.; protesty te w większości wygasły po uchwaleniu kontrowersyjnej ustawy o bezpieczeństwie narodowym w Hongkongu 30 czerwca 2020 r.; w ciągu kolejnych kilku miesięcy większość opozycjonistów albo zaprzestała protestów, albo została aresztowana.